# نجف
نَجَف (به عربی: مدينة النجف یا النّجف الأشرف) یکی از شهرهای مهم عراق و مرکز استان نجف در کشور عراق است. حرم علی ابن ابی‌طالب، نخستین امام شیعیان و خلیفه چهارم، در این شهر جای گرفته است. این شهر از مقدس‌ترین شهرهای شیعیان و مرکز قدرت سیاسی و حوزه های علمیه شیعیان در عراق به‌شمار می‌رود. 
نجف همواره محل تردد و اقامت زائران و نیز مشتاقان علوم دینی است که این عامل در رونق تجارت آن تأثیری بسزا دارد. این شهر مدت زیادی در مسیر کاروان‌هایی که برای انجام مناسک حج از راه خشکی عازم مکه و مدینه بودند قرار داشته است. این ویژگی نیز در ارتباط نجف با شهرها و مراکز تأثیر زیادی داشته‌است. نجف همچنین محل تولد  سید جواد خامنه‌ای، پدر علی خامنه‌ای رهبر جمهوری اسلامی می‌باشد.
در نجف صنعت‌های مختلفی رونق داشته، منسوجات نجف مشهور و عبای نجفی، مرغوب و مطلوب بسیاری از خریداران است که به دلیل تولید فراوان به شهرهای دیگر عراق نیز صادر می‌شود. بازرگانی نجف رونق فراوان داشته و تاجران حجاز، نجد، عمان، یمن و کویت با آن شهر در ارتباط بوده‌اند.

## موقعیت  و جغرافیا
نجف در ۱۶۰ کیلومتری جنوب بغداد در مختصات °۳۱٫۹۹ شمالی و °۴۴٫۳۳ غربی قرار گرفته و جمعیت آن ۶۷۵٬۰۰۰ نفر برآورد شده‌است. شهر نجف از لحاظ جغرافیایی در نزدیکی شهر کوفه قرار گرفته‌است. نزدیکی شهر نجف و کوفه به نحوی است که نمی‌توان این دو شهر را از همدیگر مجزا دانست.
در متون تاریخی، اسامی گوناگونی برای نجف ذکر شده‌است از جمله غری یا غریان، مشهد، نجف اشرف، الطور، الطهر، الجودی، الربوه، بانقیا و اللسان. نجف مشهورترین نام شهر است که پس از آن صفت اشرف نیز اضافه می‌گردد و مجموعاً نجف اشرف گفته می‌شود. نجف واژه‌ای عربی و به معنای منجوف است. منجوف مکانی است مستطیل شکل و مرتفع که آب دراطراف آن جمع می‌گردد ولی بر سطح آن جاری نمی‌شود. وضعیت جغرافیایی شهر نجف که مستطیل شکل بوده و از زمین‌های پیرامون بلندتر است موجب شده این نام بر آن نهاده شود.
هوای نجف در تابستان، گرم و خشک است و اهالی آن به‌سرداب‌های زیرزمینی پناه می‌برند تا از گرما در امان باشند. چنانچه بادهای گرم بوزد حرارت به ۴۶ درجه می‌رسد. در زمستان نیز سرمای گزنده و سوزناکی دارد و سرمای شهر بدان اندازه است که آب یخ می‌بندد.
در عهد ساسانی در اطراف نجف دریاچه‌ای وجودداشته که پس از ظهور اسلام خشک گردیده، بعدها دوباره دریاچه‌ای پدید آمده، که تا حدود یک قرن پیش نیز وجودداشته ولی دولت عثمانی آن را خشکانیده است.

## محلات
نجف از پنج محله تشکیل می‌شود که عبارتند از:
1. العمارة،
2. الحویش،
3. البراق،
4. المشراق،
5. الغازیة.

## تاریخ

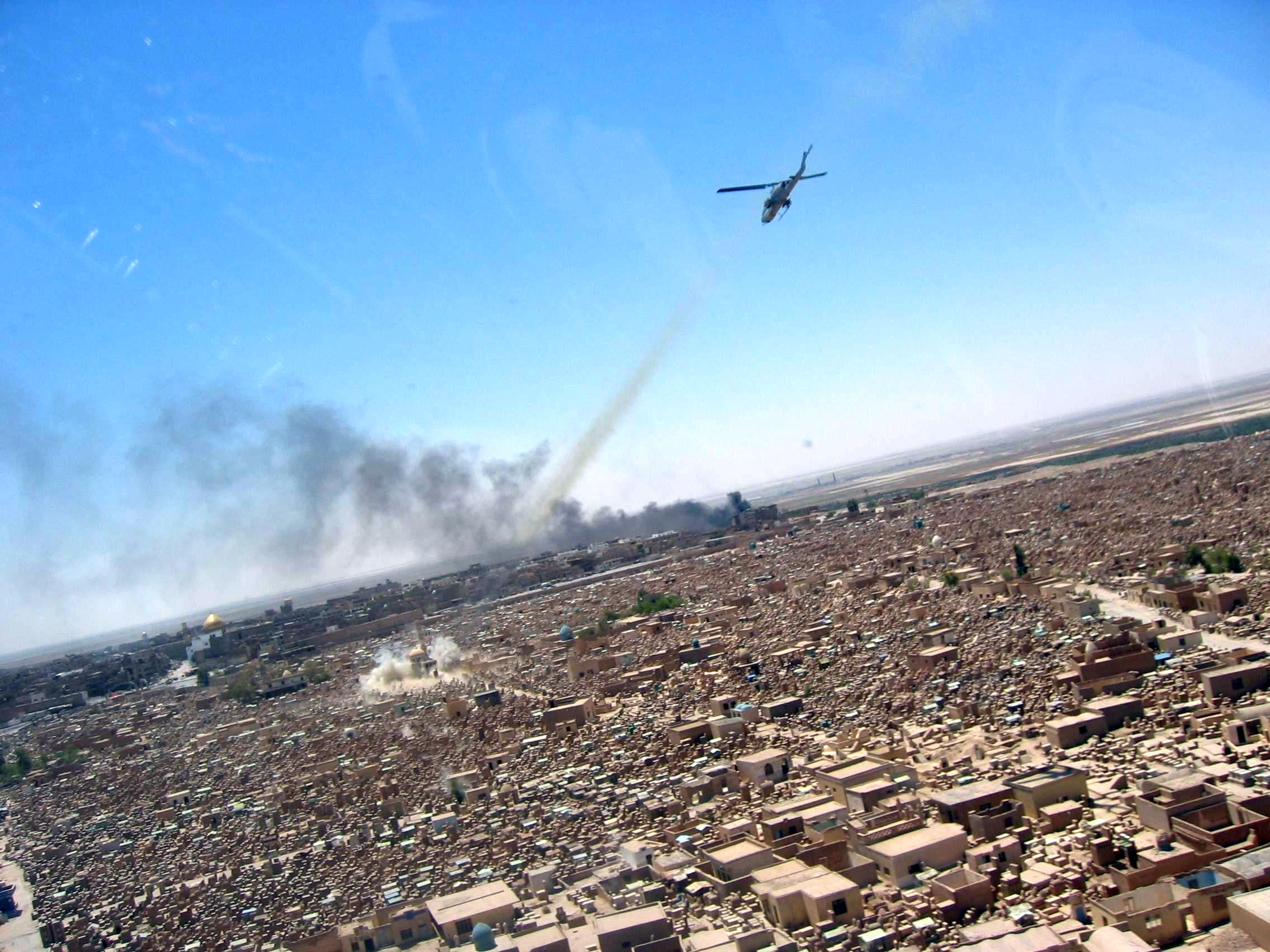
وادی السلام در طی عملیاتی از جنگ عراق

پس از کشته شدن علی توسط ابن ملجم طبق وصیت وی، او به‌طور ناشناس در منطقه‌ای نزدیک به شهر کوفه دفن شد.
چنین روایت شده که بیش از صد سال بعد، خلیفه عباسی، هارون الرشید، به شکار گوزن در خارج کوفه رفت و گوزن به محلی پناه برد که در آن محل سگ‌های شکاری او را دنبال نکردند. در پرس و جو که راز این مکان چیست، به هارون الرشید گفته شد که آن محل دفن علی ابن ابیطالب است. هارون الرشید بعد از اینکه این امر توسط جعفر صادق تأیید شد، دستور داد که آرامگاهی در همان محل ساخته شود و در زمان کوتاهی شهر نجف در اطراف آرامگاه رشد کرد. مکان دیگری که ادّعا می‌شود آرامگاه علی است، شهر مزارشریف در افغانستان می‌باشد.

## اماکن مقدس
به غیر از آرامگاه علی ، در شهر نجف اماکن مقدسه دیگری نیز وجود دارد که به شرح زیر است:
- آرامگاه آدم
- آرامگاه نوح
- آرامگاه هود
- آرامگاه صالح
- مسجد کوفه
- مسجد حنانه
- مسجد سهله
- آرامگاه وادی‌السلام

## مشاهیر مدفون در نجف
عالمان در صحن حرم امام علی
- سید محمدمهدی بحرالعلوم
- میرزای شیرازی
- میرزا حسین محدث نوری آرامگاه او در صحن امام، در سومین ایوان شرقی باب‌القبله، واقع است.
- اقا محمد خان قاجار
- شیخ مرتضی انصاری
- شیخ عباس قمی
- میرزای نائینی
- علیمرادخان زند
- مرتضی طالقانی
- سید مصطفی خمینی
- سید ابوالحسن اصفهانی
- آخوند خراسانی
- سید ابوالقاسم خوئی
- سید محمدکاظم یزدی
- شیخ جعفر شوشتری
- شیخ طوسی
- علامه حلی
- مقدس اردبیلی
- ملا احمد نراقی
- میرزا حبیب‌الله رشتی
- علاءالدین حسین خلیفه سلطان
- صدر المتألهین ملاصدرا شیرازی

بیرون از صحن امام علی
- سید محسن حکیم
- سید محمدباقر حکیم
- شیخ جعفر کاشف الغطا
- علامه امینی
- آقابزرگ تهرانی
- سید محمدباقر صدر
- محمدرضا تنکابنی
- عمان سامانی
- رئیسعلی دلواری

## کتابخانه‌ها
- کتابخانه آستان قدس علوی (العتبة العلویة)
- کتابخانه حسینیه شوشتری‌ها
- کتابخانه عمومی امیرالمؤمنین (کتابخانه علامه امینی)
- کتابخانه مدرسه سید

## شهرهای خواهرخوانده
نجف با دو شهر جهان خواهرخوانده است:
| زمان | کشور  | شهر خواهرخوانده |
| ---- | ----- | --------------- |
| ۲۰۱۴ | ایران | نجف آباد        |
| ۲۰۱۶ | ایران | ساری            |